# Stolbax callisto
Stolbax callisto är en insektsart som beskrevs av Ronald Gordon Fennah 1969. Stolbax callisto ingår i släktet Stolbax och familjen sporrstritar. Inga underarter finns listade i Catalogue of Life.